# Herzog (romanzo)
Herzog è un romanzo di Saul Bellow, pubblicato nel 1964. È un romanzo a struttura epistolare, dove le lettere scritte dal protagonista costituiscono gran parte del testo.
Il romanzo ha vinto il National Book Award nel 1965. La rivista TIME ha incluso il romanzo nella lista dei 100 migliori romanzi in lingua inglese dal 1923 al 2005.

## Trama
Ambientato negli Stati Uniti del secondo dopoguerra, Herzog è un romanzo sulla crisi di mezza età di un intellettuale ebreo, Moses E. Herzog, che ha appena divorziato per la seconda volta (un divorzio particolarmente difficile). Ha due figli, uno con la prima moglie e uno con la seconda, che stanno crescendo senza la sua presenza. La sua carriera di scrittore e di accademico è in una fase di stallo. Herzog ha una relazione con Ramona, una donna molto sensuale con cui, però, non vuole impegnarsi.
Il secondo matrimonio di Herzog, quello con l'esigente e manipolatrice Madeleine, si è appena concluso in modo umiliante. Madeleine ha convinto Moses a far trasferire lei e la loro figlia Junie a Chicago, e a fare in modo che anche i loro migliori amici, Valentine e Phoebe Gersbach, si trasferissero là, dopo aver procurato un buon lavoro a Valentine. Ma era tutta un'astuta manovra, perché Madeleine e Valentine hanno una tresca e, subito dopo il trasferimento a Chicago, Madeleine lascia Herzog, ottiene un ordine restrittivo contro di lui e cerca di farlo internare in un ospedale psichiatrico.
Herzog passa il tempo scrivendo lettere che poi non invia. Le lettere sono indirizzate ad amici, familiari e personaggi famosi. I destinatari possono essere persone non più in vita, e spesso sono persone che Herzog non ha mai incontrato. L'unico elemento comune delle lettere è che Herzog esprime costantemente la sua delusione, o per i suoi fallimenti o per i fallimenti degli altri o per le parole dette dagli altri; altre volte Herzog chiede scusa per il modo in cui egli stesso ha deluso gli altri.
All'inizio del romanzo, Herzog si trova nella sua casa di Ludeyville, una città nelle Berkshires, nel Massachusetts occidentale. Sta pensando di tornare a New York per vedere Ramona, ma poi invece si reca a Martha's Vineyard, per visitare degli amici. Arriva alla loro casa, ma là scrive un biglietto - un biglietto reale, stavolta - dove dice che deve partire:
Va a New York per tentare di fare quelle cose, tra cui riottenere la custodia della figlia, Junie. Dopo aver trascorso la notte con Ramona, va in tribunale per incontrare il suo avvocato e discutere i suoi piani, e finisce con l'assistere a una serie di tragicomiche udienze, come quella in cui una donna è accusata di aver ucciso il suo bambino di tre anni scaraventandolo contro il muro. Moses, già sconvolto per aver ricevuto una lettera dalla baby-sitter di Junie che parla di un incidente in cui Valentine ha chiuso a chiave Junie nella macchina mentre lui e Madeleine litigavano in casa, va a Chicago. Va a casa della sua matrigna e prende una pistola antica, caricata con due proiettili, e progetta confusamente di uccidere Madeleine e Valentine, e poi fuggire con Junie.
Il piano va in fumo perché Herzog vede Valentine che fa il bagno a Junie e si rende conto che Junie non è in pericolo. Il giorno seguente, dopo aver portato la figlia all'acquario, Herzog rimane coinvolto in un incidente stradale e alla fine è accusato di possesso di arma carica. Suo fratello, il freddo e razionale Will, cerca di farlo tornare alla realtà. Herzog va a Ludeyville, incontra suo fratello, il quale cerca di convincerlo a farsi ricoverare in una clinica. Ma Herzog, che in precedenza aveva preso in considerazione questa possibilità, sta riconciliandosi con la vita. Ramona lo raggiunge per passare la notte insieme - con grande sorpresa di Will - e Herzog comincia a fare progetti per restaurare la casa che, come la sua vita, pur bisognosa di essere riparata, ha una struttura solida. Herzog conclude dicendo che non ha più bisogno di scrivere lettere.
Numerosi flashback nel corso del romanzo rivelano dettagli cruciali della vita di Herzog, tra cui il matrimonio con la solida Daisy e l'esistenza del loro figlio, Marco, la vita del padre di Herzog, un fallito in ogni lavoro che cominciava, e le molestie sessuali subite da Herzog su una strada di Chicago da parte di uno sconosciuto.

## Stile
La bellezza del romanzo sta nell'analisi profonda della mente di Herzog. Nello stile tipico di Bellow, la descrizione delle emozioni dei personaggi e delle caratteristiche fisiche sono ricche di spirito e di energia. 
Le relazioni di Herzog sono il tema centrale del romanzo: non solo le donne e gli amici, ma anche la società e lui stesso. I pensieri di Herzog e i suoi processi mentali vengono messe a nudo nelle lettere che scrive.
Via via che il romanzo si svolge, le lettere (scritte in corsivo nel libro) diventano sempre meno frequenti. Questo sembra rispecchiare la guarigione della mente del narratore, mentre la sua mente si distoglie dalla sua lotta interiore e si volge alle opzioni offerte dalla sua situazione attuale – non dover essere uno studioso, la possibilità di un nuovo inizio con Ramona, e così via. In altre parole, il chiarimento psicologico che sta verificandosi a livello di contenuto si riflette stilisticamente nello spostamento da una struttura prevalentemente epistolare a una struttura narrativa organizzata in modo più lineare.

## Temi

### La ricerca dell'identità
Herzog passa la maggior parte del tempo ad angosciarsi per quello che lui non è - un buon marito, un buon padre, un accademico di successo. Herzog definisce se stesso in questi termini, piuttosto che accettarsi e definire se stesso in termini positivi. Alla fine del romanzo Herzog comincia a mostrare i segni di questa trasformazione:
È importante anche notare che il nome del personaggio, Moses E. Herzog, è tratto da un personaggio minore dell'Ulisse di Joyce.

### Il fallimento della filosofia
Herzog pensa che la vita, con la sua accettazione del materialismo e delle sue vittime, sia umiliante. Lui ha rinunciato a un matrimonio stabile con la sua prima moglie (Daisy) perché era monotono e alienante, ma alla fine del secondo matrimonio si era trovato isolato e ingannato. Le lettere e i pensieri di Herzog rivelano che ha letto i più grandi filosofi, ma li trova tutti inutili, compresi Freud e Nietzsche, e nelle lettere spiega in che cosa le loro idee lo hanno deluso. La visione del mondo di Herzog è più ottimistica:

## Elementi autobiografici
Il personaggio di Herzog rispecchia in molti aspetti un Saul Bellow romanzato. Alcune similitudini tra Herzog e Bellow:
- Entrambi sono cresciuti in Canada.
- Entrambi sono ebrei.
- Entrambi hanno genitori emigrati dalla Russia (San Pietroburgo).
- Entrambi hanno vissuto a lungo a Chicago.
- Entrambi hanno divorziato due volte (all'epoca della scrittura del romanzo; Bellow, in seguito, avrebbe collezionato divorzi da quattro delle sue cinque mogli).
- Entrambi avevano il padre contrabbandiere di alcolici.
- Il personaggio di Valentine Gersbach è ispirato a Jack Ludwig, un vecchio amico di Bellow che aveva una relazione con la seconda moglie di Bellow, Sondra.[2]

## Edizioni italiane
- Saul Bellow, Herzog, traduzione di Letizia Ciotti Miller, Milano, Feltrinelli ("I narratori" n. 70), 1965.
- Saul Bellow, Herzog, traduzione di Letizia Ciotti Miller, Milano, Feltrinelli ("Gli astri" n. 23), 1967.
- Saul Bellow, Herzog, traduzione di Letizia Ciotti Miller, Milano, Feltrinelli ("UEF" n. 628), 1971.
- Saul Bellow, Herzog, traduzione di Letizia Ciotti Miller, introduzione di Vincenzo Mantovani, Milano, Mondadori ("Oscar narrativa" n. 768; "Oscar classici moderni" n. 36), 1985, 1990, ISBN 88-04-34114-9.
- Saul Bellow, Herzog, traduzione di Letizia Ciotti Miller, Roma, Gruppo Editoriale L'Espresso ("La biblioteca di Repubblica" n. 43), 2002, ISBN 84-8130-539-1.
- Saul Bellow, Herzog, traduzione di Letizia Ciotti Miller, Milano, RCS Quotidiani (ed. speciale per "Corriere della Sera", n. 6), 2007.
- Saul Bellow, Herzog, in Romanzi, vol. II, trad. di Letizia Ciotti Miller, a cura di Guido Fink, Milano, Mondadori (collana "I Meridiani"), 2008, ISBN 978-88-04-55216-1.
- Herzog, Con un saggio di Philip Roth, Collana Oscar Contemporanea, Milano, Mondadori, 2015.